# 蒙法尔科内
蒙法尔科内（義大利語：Monfalcone），是意大利弗留利-威尼斯朱利亚大区戈里齐亚省、特里亞斯特灣旁邊的一个市镇，位處地中海最北端。「Monfalcone」譯作英文是「Mount of Falcon」，即「獵鷹之山」的意思。总面积20.52平方公里，人口28043人，人口密度1366.6人/平方公里（2009年）。ISTAT代码为031012。當地主要商業活動包括：造船、飛機製造、紡織、化學、煉油等。